# إيتوفايبرات
إيتوفايبرات أحد أدوية تخفيض الكوليسترول التي تنتمي إلى مجموعة الفايبرات.

## التركيب الكيميائي
إيتوفايبرات في الأصل يتكون من كلوفايبرات مع ناياسين مرتبطان بآصرة إستر.

## طريقة عمل الدواء
إيتوفايبرات كبقية الفايبرات يقوم بتفعيل مستلمات مولدات بيروكسيسوم الفعالة (PPAR-peroxisome proliferator-activated receptors) (وبالتحديد يؤثر على PPARα) والتي تؤثر على أيض السكريات والدهنيات وتكوين النسيج الدهني.

## الجرعة
- 500 ملغ مرة واحدة يوميا بعد العشاء عن طريق الفم.

## الأسماء التجارية
- لايبو-ميرز (Lipo-Merz retard)، وتنتجه شركة ميرز الألمانية. ويتوفر بجرعة 500 ملغ. وهو متوفر في البلدان التالية:

(البحرين، قبرص، مصر، ألمانيا، هونغ كونغ، الأردن، الكويت، لبنان، لوكسمبورغ، مالطا، البرتغال، عمان، السعودية، السودان، تايوان، الإمارات العربية المتحدة، اليمن).

## وصلات خارجية
- معلومات حول إيتوفايبرات
- موقع شركة ميرز